# آتش‌سهره نوک‌سرخ
آتش‌سهره نوک‌سرخ یا آتش‌سهره سنگالی (نام علمی: Lagonosticta senegala) یک پرنده دانه‌خوار کوچک از تیرهٔ سهرگان ریز (Estrildidae) است. این یک پرنده ساکن در اکثر مناطق جنوب صحرای آفریقا با گستره جهانی وقوع برآوردی ۱۰٬۰۰۰٬۰۰۰ کیلومتر مربع است. به مصر معرفی شد، اما جمعیت آنجا منقرض شده است. همچنین به جنوب الجزایر معرفی شد که در حال حاضر در حال گسترش به سوی شمال است.